# A Caverna
A Caverna é um romance da autoria de José Saramago e publicado em 2000. Nele disseca-se, através da história de pessoas comuns, o impacto destruidor da nova economia sobre as economias tradicionais e locais. Trata-se da história de uma família de oleiros que vê sua vida transformada com a chegada de um grande centro de compras à cidade.
O próprio shopping center pode ser fisicamente comparado a uma caverna, mas a história vai além dessa comparação e traça paralelos inclusive com o mito da caverna de Platão e a questão dos simulacros.
Em A caverna, Saramago recobra o mito de Platão para discutir o capitalismo em uma sociedade em que as pessoas tornaram-se apenas profissões, sombras.

## Personagens
- Cipriano Algor - tem profissão de oleiro, é um viúvo com 64 anos. Os seus produtos artesanais deixam de ter valor comercial devido à produção de plástico.
- Marta - filha de Cipriano, produz estatuetas. Vai ter um apartamento no Centro, apenas com 2 janelas e que não podem ser abertas;
- Marçal Gacho - guarda interno
- Cão Achado
- Isaura - viúva que se encontra com Cipriano no cemitério[2].

## Trecho
- "A partir desse dia, Cipriano Algor só interrompeu o trabalho na olaria para comer e dormir. A sua pouca experiência das técnicas fê-lo desentender-se das proporções de gesso e água na fabricação dos tecelos, piorar tudo quando se equivocou nas quantidades de barro, água e desfloculante necessárias a uma mistura equilibrada da barbotina de enchimento, verter com excessiva rapidez a calda obtida, criando bolhas de ar no interior do molde."